# Andrés Mazali
Andrés Mazali est un joueur de football uruguayen, né le 22 juillet 1902 dans le district de Guruyú et décédé le 30 octobre 1975, ayant joué au Nacional de 1919 à 1930 (267 matchs au total). Il occupait le poste de gardien de but, et fut retenu à 20 reprises en sélection nationale, de 1924 à 1929.
Son palmarès personnel est particulièrement étoffé : il a en effet remporté deux titres olympiques (en 1924 et en 1928), trois Copa América (en 1923, 1924 et 1926, finissant 2e en 1927), deux coupes Lipton (1924 et 1927), une coupe Newton (1929), cinq championnats d'Uruguay amateur (en 1919, 1920, 1922, 1923 et 1924), deux coupes Río de la Plata - face au champion d'Argentine (en 1919 et 1920), et a participé aux tournées européenne de 1925 et nord-centro-américaine de 1927 avec son club.
Il fut également champion d'Amérique du Sud sur 400 m, en athlétisme en 1922 au Chili, ainsi que membre de l'équipe nationale olympique de basket-ball de son pays.

## Liens externes

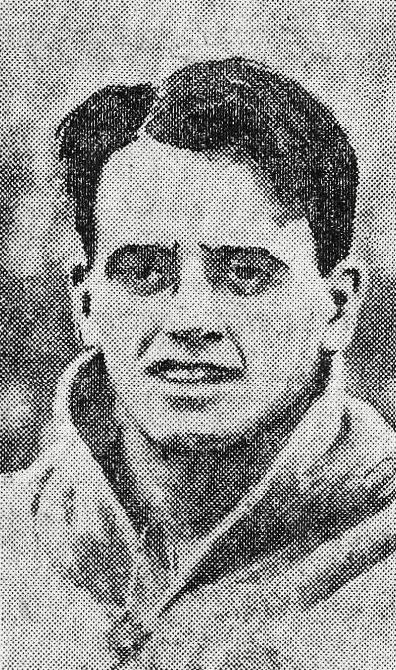
Le gardien uruguayen Andrés Mazali, en juin 1928.